# Рвегазира, Джозеф
Джозеф Клеменс Рвегазира (суахили Joseph Clemence Rwegasira; 21 марта 1935, Букоба, подмандатная Танганьика — 4 марта 2016, Дар-эс-Салам, Танзания) — танзанийский государственный деятель, министр иностранных дел Республики Танзания (1993—1995).

## Биография
- 1978—1981 гг. — посол в Замбии,
- 1987—1990 гг. — министр промышленности и торговли,
- 1990—1993 гг. — министр труда и молодежной политики,
- 1993—1995 гг. — министр иностранных дел Танзании.

Также занимал должность регионального комиссара в Дар-Эс-Саламе.